# Hellendoornse Berg
De Hellendoornse Berg is een 40 meter hoge heuvel in de Twents-Sallandse gemeente Hellendoorn in de Nederlandse provincie Overijssel. De heuvel is vernoemd naar het dorp Hellendoorn, dat even ten oosten van de top van de heuvel gelegen is. Verder naar het westen ligt Luttenberg. De heuvel is middels de N35 gescheiden van onder andere de Haarlerberg en de Koningsbelt, gelegen in het Nationaal Park Sallandse Heuvelrug. Hoewel gelegen in de Sallandse Heuvelrug, behoort de Hellendoornse Berg hierdoor niet tot dit nationaal park.